# Benjamín Ruiz
Benjamín Ignacio Ruiz Herrera (* 21. August 1981 in Santiago) ist ein ehemaliger chilenischer Fußballspieler. Der rechte Außenverteidiger gewann zwei chilenische Meistertitel.

## Karriere
Ruiz begann seine Profikarriere 2001 bei Audax Italiano, wo er bis 2005 spielte. Anschließend wechselte er 2006 zum CSD Colo-Colo, mit dem er unter Trainer Claudio Borghi in der Apertura 2006 Meister wurde. Noch im selben Jahr ging er zu Deportes La Serena, bevor er 2007 beim CD Palestino und kurze Zeit später bei CD O’Higgins spielte. 2008 wechselte er zu Everton, wo er unter Trainer Nelson Acosta in der Apertura 2008 ebenfalls den Meistertitel gewann. Seine nächste Station führte ihn 2010 zu Deportivo Ñublense, wo er bis 2015 blieb. Seine Karriere ließ er schließlich bei Unión La Calera von 2015 bis 2016 ausklingen.
Nach dem Karriereende blieb er dem Fußball treu und gründete ein Startup, das eine Handy-App entwickelte, in der sich Spieler bei den partizipierenden Vereinen bewerben können.

### Erfolge
Colo-Colo
- Chilenischer Meister: 2006-A

Everton
- Chilenischer Meister: 2008-A